# Cordillera Qin

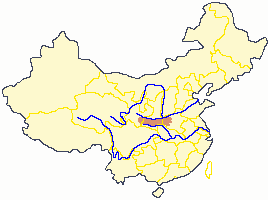
Localización de las montañas Qin entre los dos principales sistemas fluviales de China: al norte, la cuenca del río Amarillo y al sur, la del Yangtsé.

Las Qinling (en chino tradicional, 秦嶺; en chino simplificado, 秦 岭; pinyin, Qinling) o montañas Qín, anteriormente conocidas como las Nanshan ('montañas del Sur'), son una larga cadena montañosa (de unos 1700 km) del Asia Central, la mayor cordillera al sureste de la provincia de Shaanxi, República Popular China. Las montañas marcan la divisoria entre las cuencas de drenaje de los sistemas de los ríos Yangtze y Amarillo, proporcionando un límite natural entre el norte y el sur de China y sustentan una enorme variedad de plantas y vida silvestre, algunas de las cuales no se encuentran en ningún otro lugar de la tierra.
Al norte está el valle del río Wei, densamente poblado y cuna de la antigua civilización china; al sur, el valle del río Han; al oeste, se encuentra la meseta Tibetana; y al este la cordillera pierde progresivamente altura hasta las montañas Funiu y Dabie, que se elevan sobre la llanura costera.
La vertiente septentrional de la cordillera es propensa al clima cálido, sin embargo, la barrera física de las montañas significa que la tierra al norte goza de un clima semiárido, con la falta de un paisaje rico y fértil no puede sustentar una amplia variedad de vida silvestre.
Las montañas también actuaron como una defensa natural contra las invasiones nómadas del norte, ya que sólo cuatro pasos cruzan las montañas. A finales de 1990 se completó un túnel ferroviario y espiral, facilitando así los viajes en toda la cordillera.
La montaña más alta de la cordillera es el monte Taibai (太白 山) de 3767 m, que está a 100 km al oeste de la antigua ciudad capital de Xi'an. Tres picos culturalmente significativos en la cordillera son el monte Hua (2155 m) —la montaña más alta del este de China—, el monte Li (1302 m) y el monte Maiji (1742 m).
En ellas viven los pandas de Qinling, una subespecie de oso panda con las mismas manchas pero en tonos beige y marrón en vez de blanco y negro, además de un tamaño algo menor.

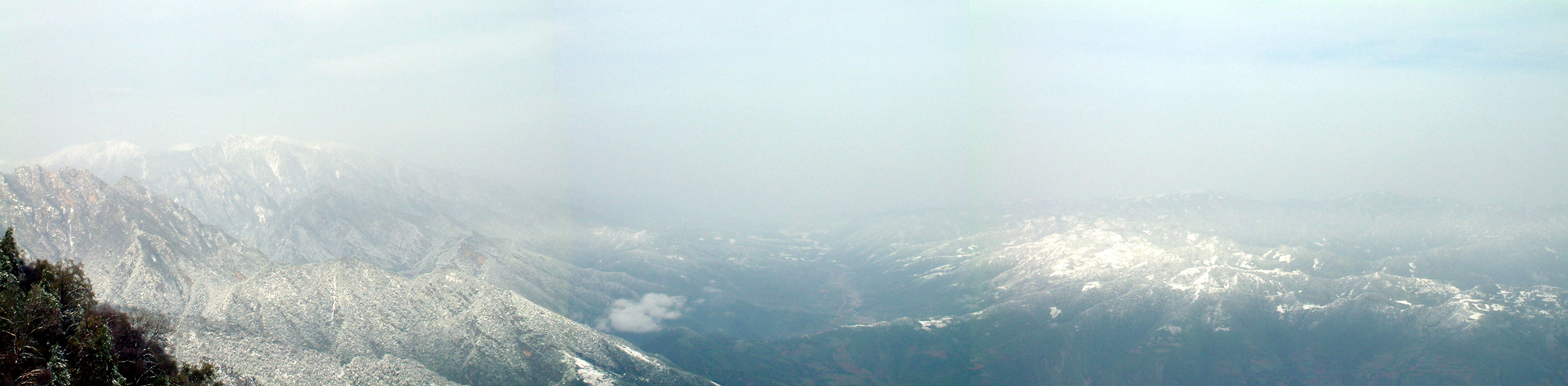
Panorámica de las montañas Qin, tomada desde el templo Bodhisattva a 2300 m.